# Angelo Recchi
Angelo Recchi (Sassoferrato, 27 marzo 1951) è un ex calciatore italiano, di ruolo portiere.

## Carriera

### Giocatore
Ha debuttato nel Tevere Roma nel 1968. L'anno successivo si trasferisce al Mantova dove contribuisce alla vittoria della serie cadetta con promozione in Serie A del 1971, categoria nella quale colleziona 11 presenze; successivamente rimane coi virgiliani per altre tre stagioni, una in Serie B e due in serie C.
Nel 1975 passa all'Ascoli dove gioca per altre due volte in Serie A. In seguito passa per due anni al Rimini e poi per uno al Pescara. Nel 1979 si trasferisce al Cesena dove è titolare nella squadra che nel 1981 giunge seconda (dietro al Milan) nel campionato cadetto e conquista la Serie A, categoria nella quale giocherà da titolare coi romagnoli fino al 1983.
In seguito viene acquistato dall'Inter che lo sceglie come riserva del giovane Walter Zenga; in nerazzurro Recchi gioca per due stagioni, nella prima totalizza una sola presenza in Serie A, mentre nella seconda disputa 5 partite in massima serie, 2 in Coppa UEFA e 1 in Coppa Italia.
Termina la carriera in serie C1 con l'Ancona dove gioca dal 1985 al 1987. In carriera ha totalizzato 74 partite in Serie A.
Se si eccettuano le 2 presenze con l'Ascoli durante le quali subì 6 reti, nel resto della sua carriera ha sempre avuto una media di gol subiti inferiore a 1 a partita.

### Dopo il ritiro
Laureato in medicina, è anche preparatore di portieri per la polisportiva dilettantistica del Candia Baraccola Aspio di Ancona. Allena inoltre presso la stessa città per alcune categorie giovanili.

## Palmarès
- Campionato italiano di Serie B: 1

Mantova: 1970-1971